# دادگاه بین‌المللی کیفری یوگسلاوی سابق
دادگاه بین‌المللی تعقیب مسئولان نقض فاحش حقوق بین‌الملل بشردوستانه در خاک یوگسلاوی سابق از ابتدای ۱۹۹۱ یا دیوان بین‌المللی کیفری یوگسلاوی سابق (ICTY)، از ارکان فرعی شورای امنیت سازمان ملل متحد است که برای تعقیب و مجازات عاملانی که در جریان جنگ‌های صورت گرفته در خاک یوگسلاوی سابق، شدیداً و در ابعاد وسیع ابتدایی‌ترین حقوق بشری افراد را نقض کردند، ایجاد گردید. اساسنامهٔ این دادگاه، پس از تصویب قطعنامه ۸۲۷ شورای امنیت، در ۲۵ مه ۱۹۹۳ مورد تصویب قرار گرفت. دادگاه بین‌المللی کیفری یوگسلاوی سابق یک دادگاه موقتی و منطقه‌ای است و مقر آن در شهر لاهه، هلند قرار دارد. این دادگاه بر اساس صلاحیت خود می‌تواند این ۴ دسته از جرائم، نقض شدید کنوانسیون‌های ژنو، نقض قوانین یا رسوم جنگ، کشتار دسته جمعی و جنایات علیه بشریت را تحت تعقیب قرار دهد. بیش‌ترین شدت مجازات افراد محکوم شده در این دادگاه حبس ابد است.

## تأسیس و ساختار
پس از تأسیس دادگاه نورنبرگ و دادگاه توکیو، این نخستین بار است که جامعهٔ بین‌المللی (سازمان ملل) اقدام به تشکیل یک دادگاه بین‌المللی کیفری برای تعقیب، محاکمه و مجازات افراد متهم به نقض حقوق بشردوستانه بین‌المللی می‌کند. این دادگاه بر پایه تصمیم شورای امنیت و بر طبق فصل هفتم منشور ملل متحد ایجاد گردید.
هدف اصلی از تأسیس این دادگاه رسیدگی به جرایم ارتکابی اشخاص متهم به جرایم عمده‌ای نظیر، قتل، شکنجه، تجاوز، انتقال اجباری، تخریب گستردهٔ اموال و دیگر جرایمی مذکور در اساسنامه دادگاه در خاک یوگسلاوی سابق است. همچنین در توجیه تأسیس این دادگاه، جامعه بین‌المللی معتقد است که از طریق محاکمه مرتکبان این جرایم، می‌توان از بروز این جنایات در آینده جلوگیری کرد و همچنین به تسریع در پایداری و ادامه روند صلح و برگرداندن عدالت به هزاران قربانی این جرایم امیدوار بود.

دادگاه بین‌المللی کیفری یوگسلاوی سابق تاکنون بالغ بر ۱۶۰ نفر را به دلیل نقض شدید حقوق بشردوستانه در کرواسی، بوسنی و هرزگوین، صربستان، کوزوو و مقدونیه شمالی طی سال‌های ۱۹۹۱ تا ۲۰۰۱، تحت پیگرد قانونی قرار داده‌است. در اساسنامه دادگاه آمده‌است که عناوین رسمی متهمان نظیر، رئیس دولت یا حکم‌ران حکومت، نخست‌وزیر، رؤسای ستاد ارتش، وزرای داخلی، کارمند عالی‌رتبه و رهبران ارتش و ادارهٔ پلیس و بسیاری از عناوین سیاسی دیگر، مانع از تعقیب کیفری افراد نمی‌گردد.

ساختار دادگاه از شعبه‌ها (۳ شعبه برای محاکمه بدوی و یک شعبه استیناف)، دادستانی و بایگانی تشکیل شده‌است. هزینهٔ دادگاه از محل بودجهٔ عادی سازمان ملل تأمین می‌شود.
دادگاه بین‌المللی کیفری یوگسلاوی سابق دسامبر ۲۰۱۷ پس از ۲۴ سال رسماً به کار خود پایان داد.
مراسم پایان فعالیت این دادگاه بین‌المللی با حضور آنتونیو گوترش، دبیرکل سازمان ملل متحد و پس از برگزاری ۱۰۸۰۰ روز جلسه و استماع شهادت ۴۶۵۰ شاهد برگزار شد.

## فهرست قاضی‌ها
| نام                        | کشور                  | وضعیت    | آغاز کار        | پایان کار       |
| -------------------------- | --------------------- | -------- | --------------- | --------------- |
| Georges Abi-Saab           | مصر                   | دائمی    | ۱۷ نوامبر ۱۹۹۳  | ۱ اکتبر ۱۹۹۵    |
| کوفی افندی                 | توگو                  | دائمی    | ۱۲ دسامبر ۲۰۱۳  | ۳۰ ژوئن ۲۰۱۶    |
| آنتونیو کاسسه              | ایتالیا               | دائمی    | ۱۷ نوامبر ۱۹۹۳  | ۱۷ فوریه ۲۰۰۰   |
| Jules Deschênes            | کانادا                | دائمی    | ۱۷ نوامبر ۱۹۹۳  | ۱ می ۱۹۹۷       |
| آدولفوس کاریبی-وایت        | نیجریه                | دائمی    | ۱۷ نوامبر ۱۹۹۳  | ۱۶ نوامبر ۱۹۹۸  |
| Germain Le Foyer De Costil | فرانسه                | دائمی    | ۱۷ نوامبر ۱۹۹۳  | ۱ ژانویه ۱۹۹۴   |
| لی هائوپی                  | چین                   | دائمی    | ۱۷ نوامبر ۱۹۹۳  | ۶ نوامبر ۱۹۹۷   |
| گابریل مک‌دونالد            | ایالات متحده آمریکا   | دائمی    | ۱۷ نوامبر ۱۹۹۳  | ۱۷ نوامبر ۱۹۹۹  |
| الیزابت اودیو بنیتو        | کاستاریکا             | دائمی    | ۱۷ نوامبر ۱۹۹۳  | ۱۶ نوامبر ۱۹۹۸  |
| Rustam Sidhwa              | پاکستان               | دائمی    | ۱۷ نوامبر ۱۹۹۳  | ۱۵ ژوئیه ۱۹۹۶   |
| نینیان استفن               | استرالیا              | دائمی    | ۱۷ نوامبر ۱۹۹۳  | ۱۶ نوامبر ۱۹۹۷  |
| Lal Chand Vohrah           | مالزی                 | دائمی    | ۱۷ نوامبر ۱۹۹۳  | ۱۶ نوامبر ۲۰۰۱  |
| Claude Jorda               | فرانسه                | دائمی    | ۱۹ ژانویه ۱۹۹۴  | ۱۱ مارس ۲۰۰۳    |
| فواد ریاد                  | مصر                   | دائمی    | ۴ اکتبر ۱۹۹۵    | ۱۶ نوامبر ۲۰۰۱  |
| سعد سعود جان               | پاکستان               | دائمی    | ۴ سپتامبر ۱۹۹۶  | ۱۶ نوامبر ۱۹۹۸  |
| محمد شهاب‌الدین             | گویان                 | دائمی    | ۱۶ ژوئن ۱۹۹۷    | ۱۰ می ۲۰۰۹      |
| ریچارد می                  | بریتانیا              | دائمی    | ۱۷ نوامبر ۱۹۹۷  | ۱۷ مارس ۲۰۰۴    |
| فلورنس مومبا               | زامبیا                | دائمی    | ۱۷ نوامبر ۱۹۹۷  | ۱۶ نوامبر ۲۰۰۵  |
| رافائل نیتو ناویا          | کلمبیا                | دائمی    | ۱۷ نوامبر ۱۹۹۷  | ۱۶ نوامبر ۲۰۰۱  |
| رافائل نیتو ناویا          | کلمبیا                | Ad litem | ۳ دسامبر ۲۰۰۱   | ۵ دسامبر ۲۰۰۳   |
| آلمیرو رودریگز             | پرتغال                | دائمی    | ۱۷ نوامبر ۱۹۹۷  | ۱۶ نوامبر ۲۰۰۱  |
| وانگ تیا                   | چین                   | دائمی    | ۱۷ نوامبر ۱۹۹۷  | ۳۱ مارس ۲۰۰۰    |
| پاتریک رابینسون            | جامائیکا              | دائمی    | ۱۶ اکتبر ۱۹۹۸   | ۸ آوریل ۲۰۱۵    |
| Mohamed Bennouna           | مراکش                 | دائمی    | ۱۶ نوامبر ۱۹۹۸  | ۲۸ فوریه ۲۰۰۱   |
| دیوید هانت                 | استرالیا              | دائمی    | ۱۶ نوامبر ۱۹۹۸  | ۱۴ نوامبر ۲۰۰۳  |
| پاتریشیا والد              | ایالات متحده آمریکا   | دائمی    | ۱۷ نوامبر ۱۹۹۹  | ۱۶ نوامبر ۲۰۰۴  |
| Liu Daqun                  | چین                   | دائمی    | ۳ آوریل ۲۰۰۰    | در پست          |
| کارمل اگیوس                | مالت                  | دائم     | ۱۴ مارس ۲۰۰۱    | در پست          |
| Mohamed Fassi-Fihri        | مراکش                 | Ad litem | ۱۴ مارس ۲۰۰۱    | ۱۶ نوامبر ۲۰۰۱  |
| Mohamed Fassi-Fihri        | مراکش                 | Ad litem | ۱۰ آوریل ۲۰۰۲   | ۱ نوامبر ۲۰۰۲   |
| تئودور مرون                | ایالات متحده آمریکا   | دائمی    | ۱۴ مارس ۲۰۰۱    | در پست          |
| فاوستو پوکار               | ایتالیا               | دائمی    | ۱۴ مارس ۲۰۰۱    | در پست          |
| مهمت گونی                  | ترکیه                 | دائمی    | ۱۱ ژوئیه ۲۰۰۱   | ۳۰ آوریل ۲۰۱۵   |
| ماورین کلارک               | جمهوری ایرلند         | Ad litem | ۶ سپتامبر ۲۰۰۱  | ۱۱ مارس ۲۰۰۳    |
| فاتوماتا دیارا             | مالی                  | Ad litem | ۶ سپتامبر ۲۰۰۱  | ۱۱ مارس ۲۰۰۳    |
| ایوانا یانو                | جمهوری چک             | Ad litem | ۶ سپتامبر ۲۰۰۱  | ۱۱ سپتامبر ۲۰۰۴ |
| Amarjeet Singh             | سنگاپور               | Ad litem | ۶ سپتامبر ۲۰۰۱  | ۵ آوریل ۲۰۰۲    |
| چیکاکو تایا                | ژاپن                  | Ad litem | ۶ سپتامبر ۲۰۰۱  | ۱ سپتامبر ۲۰۰۴  |
| شارون ویلیامز              | کانادا                | Ad litem | ۶ سپتامبر ۲۰۰۱  | ۱۷ اکتبر ۲۰۰۳   |
| Asoka de Zoysa Gunawardana | سری‌لانکا              | دائمی    | ۴ اکتبر ۲۰۰۱    | ۵ ژوئیه ۲۰۰۳    |
| امین المهدی                | مصر                   | دائمی    | ۱۷ نوامبر ۲۰۰۱  | ۱۶ نوامبر ۲۰۰۵  |
| O-Gon Kwon                 | کره جنوبی             | دائمی    | ۱۷ نوامبر ۲۰۰۱  | ۳۱ مارس ۲۰۱۶    |
| آلفونس اوریه               | پادشاهی هلند          | دائمی    | ۱۷ نوامبر ۲۰۰۱  | در پست          |
| ولفگانگ شومبورگ            | آلمان                 | دائمی    | ۱۷ نوامبر ۲۰۰۱  | ۱۷ نوامبر ۲۰۰۸  |
| پر-یوهان لیندهولم          | فنلاند                | Ad litem | ۱۰ آوریل ۲۰۰۲   | ۱۷ اکتبر ۲۰۰۳   |
| ولادیمیر واسیلنکو          | اوکراین               | Ad litem | ۱۰ آوریل ۲۰۰۲   | ۲۵ ژانویه ۲۰۰۵  |
| کارمن آرگیبی               | آرژانتین              | Ad litem | ۵ نوامبر ۲۰۰۲   | ۱۸ ژانویه ۲۰۰۵  |
| خواکین مارتین کانیول       | اسپانیا               | Ad litem | ۲ می ۲۰۰۳       | ۲۷ سپتامبر ۲۰۰۶ |
| اینس وینبرگ دی روکا        | آرژانتین              | دائمی    | ۱۷ ژوئن ۲۰۰۳    | ۱۵ اوت ۲۰۰۵     |
| ژان-کلود آنتونتی           | فرانسه                | دائمی    | ۱ اکتبر ۲۰۰۳    | ۳۱ مارس ۲۰۱۶    |
| وونیمبولانا راسوازانانی    | ماداگاسکار            | Ad litem | ۱۷ نوامبر ۲۰۰۳  | ۱۶ مارس ۲۰۰۶    |
| آلبرتوس سوارت              | پادشاهی هلند          | Ad litem | ۱ دسامبر ۲۰۰۳   | ۱۶ مارس ۲۰۰۶    |
| کوین پارکر                 | استرالیا              | دائمی    | ۸ دسامبر ۲۰۰۳   | ۲۸ فوریه ۲۰۱۱   |
| کریستر تلین                | سوئد                  | Ad litem | ۱۵ دسامبر ۲۰۰۳  | ۱۰ ژوئیه ۲۰۰۸   |
| کریس وان دن وینگرت         | بلژیک                 | دائمی    | ۱۵ دسامبر ۲۰۰۳  | ۳۱ اوت ۲۰۰۹     |
| یان بونومی                 | بریتانیا              | دائمی    | ۷ ژوئن ۲۰۰۴     | ۳۱ اوت ۲۰۰۹     |
| هانس برایدنسهولت           | دانمارک               | Ad litem | ۲۱ سپتامبر ۲۰۰۴ | ۳۰ ژوئن ۲۰۰۶    |
| آلبین ازر                  | آلمان                 | Ad litem | ۲۱ سپتامبر ۲۰۰۴ | ۳۰ ژوئن ۲۰۰۶    |
| Claude Hanoteau            | فرانسه                | Ad litem | ۲۵ ژانویه ۲۰۰۵  | ۲۷ سپتامبر ۲۰۰۶ |
| György Szénási             | مجارستان              | Ad litem | ۲۵ ژانویه ۲۰۰۵  | ۳۰ می ۲۰۰۵      |
| آندرسیا واز                | سنگال                 | دائمی    | ۱۵ اوت ۲۰۰۵     | ۳۱ می ۲۰۱۳      |
| باکونه مولوتو              | آفریقای جنوبی         | دائمی    | ۱۷ نوامبر ۲۰۰۵  | در پست          |
| فرانک هوپفل                | اتریش                 | Ad litem | ۲ دسامبر ۲۰۰۵   | ۳ آوریل ۲۰۰۸    |
| جنت نوسوورثی               | جامائیکا              | Ad litem | ۲ دسامبر ۲۰۰۵   | ۲۶ فوریه ۲۰۰۹   |
| آرپاد پراندلر              | مجارستان              | Ad litem | ۷ آوریل ۲۰۰۶    | ۷ ژوئن ۲۰۱۳     |
| اشتفان ترخسل               | سوئیس                 | Ad litem | ۷ آوریل ۲۰۰۶    | ۷ ژوئن ۲۰۱۳     |
| Antoine Mindua             | جمهوری دموکراتیک کنگو | Ad litem | ۲۵ آوریل ۲۰۰۶   | ۳۰ ژوئیه ۲۰۱۶   |
| علی نواز چوهان             | پاکستان               | Ad litem | ۲۶ ژوئن ۲۰۰۶    | ۲۶ فوریه ۲۰۰۹   |
| تسوتانا کامنووا            | بلغارستان             | Ad litem | ۲۶ ژوئن ۲۰۰۶    | ۲۶ فوریه ۲۰۰۹   |
| کیمبرلی پروست              | کانادا                | Ad litem | ۳ ژوئیه ۲۰۰۶    | ۳۱ مارس ۲۰۱۰    |
| Ole Støle                  | نروژ                  | Ad litem | ۱۳ ژوئیه ۲۰۰۶   | ۱۰ ژوئن ۲۰۱۰    |
| فردریک هارهوف              | دانمارک               | Ad litem | ۹ ژانویه ۲۰۰۷   | ۲۸ اوت ۲۰۱۳     |
| فلاویا لاتانزی             | ایتالیا               | Ad litem | ۲ ژوئیه ۲۰۰۷    | ۳۱ مارس ۲۰۱۶    |
| پدرو داوید                 | آرژانتین              | Ad litem | ۲۷ فوریه ۲۰۰۸   | ۱۳ سپتامبر ۲۰۱۱ |
| الیزابت گواونزا            | زیمبابوه              | Ad litem | ۳ مارس ۲۰۰۸     | ۸ ژوئن ۲۰۱۳     |
| میشل پیکارد                | فرانسه                | Ad litem | ۳ مارس ۲۰۰۸     | ۸ ژوئن ۲۰۱۳     |
| اولدیس کینیس               | لتونی                 | Ad litem | ۱۰ مارس ۲۰۰۸    | ۱۸ آوریل ۲۰۱۱   |
| کریستوف فلوگه              | آلمان                 | دائمی    | ۱۸ نوامبر ۲۰۰۸  | در پست          |
| ملویل برد                  | ترینیداد و توباگو     | Ad litem | ۱۵ دسامبر ۲۰۰۸  | ۳۱ مارس ۲۰۱۶    |
| بارتون هال                 | باهاما                | دائمی    | ۷ اوت ۲۰۰۹      | ۳۰ ژوئیه ۲۰۱۶   |
| هوارد موریسون              | بریتانیا              | دائمی    | ۳۱ اوت ۲۰۰۹     | ۳۱ مارس ۲۰۱۶    |
| Guy Delvoie                | بلژیک                 | دائمی    | ۱ سپتامبر ۲۰۰۹  | ۳۰ ژوئیه ۲۰۱۶   |
| پریسکا نیامبه              | زامبیا                | Ad litem | ۱ دسامبر ۲۰۰۹   | ۱۸ دسامبر ۲۰۱۲  |
| آرلته راماروسون            | ماداگاسکار            | دائمی    | ۱۹ اکتبر ۲۰۱۱   | ۲۱ دسامبر ۲۰۱۵  |
| خالیدا خان                 | پاکستان               | دائمی    | ۶ مارس ۲۰۱۲     | ۲۱ دسامبر ۲۰۱۵  |
| بختیار توزموخامدوف         | روسیه                 | دائمی    | ۱ ژوئن ۲۰۱۲     | ۲۱ دسامبر ۲۰۱۵  |
| William Sekule             | تانزانیا              | دائمی    | ۱۸ مارس ۲۰۱۳    | ۳۰ آوریل ۲۰۱۵   |
| ماندیایه نیانگ             | سنگال                 | دائمی    | ۳۰ اکتبر ۲۰۱۳   | ۳۱ مارس ۲۰۱۶    |